# Glykosidy

Obecný vzorec glykosidu

Glykosidy jsou deriváty sacharidů, vznikající náhradou hydroxylové poloacetalové (hemiacetalové) nebo poloketalové (hemiketalové) skupiny buď jiným cukerným nebo necukerným radikálem (zbytkem).

## Charakteristika
V prvním případě z monosacharidu vzniká oligosacharid vyššího stupně (disacharid), z disacharidu trisacharid atd. Někdy se tato skupina sloučenin označuje jako homoglykosidy (přednost se však dává pojmu oligosacharidy). Pokud se sacharid spojí s necukerným radikálem (zbytkem), tzv. aglykonem, vznikají glykosidy v užším slova smyslu, zvané někdy heteroglykosidy. Glykosidy vznikají zásadně od cyklických forem sacharidů, tvořících obvykle buď šestičlennou heterocyklickou formu (pyranóza) nebo pětičlennou cyklickou formu (furanóza); podle toho se vznikající glykosidy nazývají pyranosidy, resp. furanosidy. Konkrétní glykosidy se pak pojmenovají podle jména příslušného sacharidu; např. glykosidy vzniklé spojením glukózy s jiným radikálem se nazývají glukosidy (resp. glukopyranosidy), z ribózy ribosidy (resp. ribofuranosidy) atp. Je-li při substituci radikálem aglykonu, kterou glykosid vzniká, připojen tento radikál přes atom kyslíku, hovoříme O-glykosidech, je-li připojen atomem dusíku mluvíme o N-glykosidech (správněji glykosylaminech), analogicky při napojení přes atom síry se jedná o S-glykosidy. 
Vzhledem k tomu, že radikálem substituovaná poloacetálová hydroxyskupina může mít jednu ze dvou možných prostorových orientací, tato orientace se vyznačuje v názvu vzniklého glykosidu řeckými písmeny; rozeznáváme tak α-glykosidy a β-glykosidy. Prostorová stavba označovaná písmenem α odpovídá takové konfiguraci, ve které je poloacetálová hydroxyskupina orientována stejně, jako hydroxylová skupina na anomerním referenčním atomu; u pentóz je to uhlíkový atom č. 4, u hexóz uhlíkový atom č. 5.
Vedle velmi významných v přírodě se vyskytujících homoglykosidů, tedy oligosacharidů, patří k nejvýznamnějším heterogyklosidům všechny nukleotidy, které spadají do skupiny β-ribofuranosidů (složek RNA) resp. β-deoxyribofuranosidů (složek DNA).

## Nomenklatura glykosidů
Systematické názvy heteroglykosidů se tvoří trojím možným způsobem:
- Za název cukerného nebo necukerného radikálu se připojí název výchozí cukerné složky s koncovkou -osid; u heteroglykosidů se tento způsob používá zejména tehdy, kdy struktura aglykonu je jednodušší. Např. methyl-α-D-glukopyranosid.
- Uvede se v kulaté závorce název výchozí cukerné složky s koncovkou osyl následované názvem heteroatomu, jehož prostřednictvím se cukerná složka váže na aglykon, např. oxy, azo atp.; před závorkou se uvede případný lokant, označující místo substituce v necukerné složce, jejíž název se uvede za závorkou. Např. 4'-(β-D-glukopyranosyloxy)acetofenon.
- Uvede se symbol prvku, jehož prostřednictvím se cukerná složka váže na aglykon, případně doplněný lokantem v horním indexu, za nímž následuje v kulaté závorce název výchozí cukerné složky s koncovkou osyl; za závorkou následuje název necukerné složky. Např. O3-(β-D-xylopyranosyl)L-serin.

Při použití druhého a třetího způsobu v případech, kdy nemůže dojít k nejasnostem, se mohou kulaté závorky vypustit.

## Štěpení glykosidů
Glykosidy se štěpí (hydrolyzují) pomocí zředěných minerálních kyselin nebo specifických enzymů, tzv. glykosidas. Podle typu štěpené glykosidové vazby rozlišujeme α-glykosidasy a β-glykosidasy. Thioglykosidy se štěpí enzymem myrosináza (thioglukosidáza). Enzymy a glykosidy bývají v rostlině uložené odděleně a přijdou do styku až v případě porušení pletiva nebo následkem odumírání pletiva. Hydrolytický význam glykosidů ovlivňuje jejich farmakologickou účinnost - někdy jsou účinné pouze nerozštěpené glykosidy (např. v případě kardioaktivních glykosidů), jindy vznikají účinné látky až po rozštěpení glykosidu (např. v případě glukosinolátů). Množství glykosidů v rostlině značně kolísá a závisí na metabolismu, který v ní probíhá. Například po sklizni v rostlině převažují pochody dýchání a glykosidy jsou spíše rozkládány.

## Syntéza glykosidů
Syntéza glykosidů zahrnuje jednak syntézu aglykonu, která je pro velkou rozmanitost aglykonů též dosti rozrůzněná, a glykosylaci aglykonu. Při ní hrají důležitou roli enzymy glykosyltransferasy, které umožňují přenos glykosylových zbytků. Dárcem glykosylu je aldóza-1-fosfát. Tvorba glykosidů má pro rostlinu zejména význam detoxikační, přičemž lipofilní toxické látky se po navázání cukru stávají rozpustnými ve vodě a mohou být snadno vyloučeny, obyčejně do buněčné šťávy vakuol, ale i do jiných částí rostlinné buňky. Glykosidy se vyskytují hojně v rostlinné říši, ale některé z nich mohou být syntetizovány i živočichy a mikroorganismy. Jak již bylo řečeno, hrají důležitou roli při detoxikaci ve vodě nerozpustných látek. Jinak mohou sloužit jako toxiny, odstrašující případné predátory, například cykasin v tropických cykasech. Ve farmakologii jsou hojně užívány, přičemž jejich účinek závisí hlavně na aglykonu, ale navázaný sacharid může jeho vlastnosti podporovat nebo potlačovat.

## Členění glykosidů
Glykosidy tvoří pestrou skupinu látek. Pro představu vyjmenuji některé skupiny zástupců, roztříděné podle typu aglykonu: 
- fenolové glykosidy
- glykosidy kumarinů a jejich derivátů
- flavonoidové glykosidy
- antokyanidinové glykosidy
- antrachinonové glykosidy
- kardioaktivní glykosidy
- saponiny
- kyanogenní glykosidy
- glukosinoláty (thioglykosidy)
- glykosidy s iridoidovým aglykonem